# Municipio de Walnut Grove (condado de Knox)
El municipio de Walnut Grove (en inglés: Walnut Grove Township) es un municipio ubicado en el condado de Knox en el estado estadounidense de Illinois. En el año 2010 tenía una población de 770 habitantes y una densidad poblacional de 8,34 personas por km².

## Geografía
El municipio de Walnut Grove se encuentra ubicado en las coordenadas 41°6′27″N 90°9′20″O / 41.10750, -90.15556. Según la Oficina del Censo de los Estados Unidos, el municipio tiene una superficie total de 92.27 km², de la cual 91,97 km² corresponden a tierra firme y (0,33 %) 0,3 km² es agua.

## Demografía
Según el censo de 2010, había 770 personas residiendo en el municipio de Walnut Grove. La densidad de población era de 8,34 hab./km². De los 770 habitantes, el municipio de Walnut Grove estaba compuesto por el 97,4 % blancos, el 0,26 % eran asiáticos, el 1,69 % eran de otras razas y el 0,65 % eran de una mezcla de razas. Del total de la población el 3,51 % eran hispanos o latinos de cualquier raza.